# Абатство Стеенбрюге
Абатство „Свети Петър“ или абатство Стеенбрюге (на нидерландски: Sint-Pietersabdij (Steenbrugge)) е бенедиктинско абатство в Стеенбрюге, сега в град Асброк от агломерацията на гр. Брюге, провинция Западна Фландрия, Северозападна Белгия.

## История
Абатството е основано като приорат на 16 юли 1879 г., по инициатива на белгийския свещеник Филип Поле, който дарява на бенедиктински монаси от абатство Дендермонде три сгради в Стеенбрюге – недовършена църква, училище и презвитерий. През 1885 – 1886, манастирските сгради са разширени и довършени, набавено е и необходимото обзавеждане. През 1896 г. след като манастирът се издига в абатство за първи абат е избран Аманд Мертенс (1896 – 1927).
По време на Първата световна война (1914-18), абатството е сериозно повредено, в резултат на експлозия на боеприпаси в близко депо и попадения на пет бомби. След войната манастирът постепенно се възстановява. При абат Габриел Вилем (1927 – 31) абатството се разширява, построена е нова часовникова кула. Негов наследник е Модест ван Аш (1932-1945) по време на чието управление са построени нова кула и нов часовник. По време на Втората световна война (1940 – 45) абатството не търпи сериозни повреди.
По време на четвъртия си абат – Исидор Ламбрехт (1947 – 1967) са изградени нова ризница, библиотека, трапезария и помещения за монасите (1952 – 1962). Пети игумен е Елигиус Декерс (1967 – 1981), шести Анселм Хост (избран през 1981 г.)
Днес Абатство Стеенбрюге е действащ мъжки католически манастир – част от Бенедиктинския орден.

## БираСтеенбрюге
Абатската бира се произвежда и бутилира от белгийската пивоварна „PALM Breweries“ от 2003 г.
Търговския асортимент на бирата Steenbrugge включва следните марки:
- Steenbrugge Blonde – светла силна бира с алкохолно съдържание 6,5 %.
- Steenbrugge Double Brown – тъмна силна бира с алкохолно съдържание 6,5 %.
- Steenbrugge Tripel – тъмнокехлибарена силна бира с алкохолно съдържание 8,5 %.
- Steenbrugge Abdij Bock – тъмна бок бира с алкохолно съдържание 6,5 %.
- Steenbrugge White – светла уит бира с алкохолно съдържание 5 %.

Абатството получава парични отчисления за използване на търговската марка и наименованието Sint-Pietersabdij Steenbrugge. Бирата е сертифицирана от Съюза на белгийските пивовари като „призната белгийска абатска бира“ (Erkend Belgisch Abdijbier) и може да носи лого, изобразяващо стилизирана чаша с кафява бира, вписана в готически прозорец-арка.